# Зала Строител (Пловдив)
Строител е спортна зала в Пловдив. Намира се в район Северен на „Карловско шосе“ до парк „Рибница“.
Залата е ремонтирана през 2015 година.
В залата се играят различни спортове. Най-популярните са баскетбол, бокс, народни танци и други. В Строител домакинстваше баскетболния отбор БК Академик Бултекс, който през есента на 2017 г. се премести в нова зала на булевард Васил Априлов.

## Спортове
В залата може да се практикуват различни спортове.
- баскетбол
- футбол
- бокс
- хандбал
- фитнес
- народни танци
- и други

## Транспорт
До залата може да се стигне с автобуси 1, 25 и маршрутка 5.